# Tatra T3R.SLF
Tatra T3R.SLF je česká částečně nízkopodlažní tramvaj, vyráběná Aliancí TW Team (Pragoimex, Krnovské opravny a strojírny a VKV Praha). Vychází z typu Tatra T3 a je variantou modelu T3R.PLF.

## Historie

### Prototyp
Prototyp tramvaje T3R.SLF (S: elektrická výzbroj Škoda, LF: low floor, v angličtině „nízká podlaha“) vznikl v roce 2008. Do nové skříně tramvaje T3R.PLF byla dosazena elektrická výzbroj Škoda, pocházející od maďarského výrobce Ganz, který se stal součástí skupiny Škoda Transportation. Do Plzně byl vůz dodán 29. srpna 2008 a získal zde evidenční číslo 114, které patří do série čísel zkoušených tramvají, jež nejsou v majetku Plzeňských městských dopravních podniků. Zakrátko však byl označen číslem 202, které mu již zůstalo. Vozidlo podstoupilo nutné zkoušky a od 21. října 2008 bylo vypravováno do zkušebního provozu jako sólo i v soupravě s tramvají Škoda 01T. Dne 5. ledna 2009 vyjel vůz poprvé na zkušební jízdy s cestujícími, zanedlouho však byl odstaven. Po několika měsících absolvoval nové zkušební jízdy bez cestujících, ovšem v polovině června 2009 se objevily závady a přibližně za měsíc si výrobce tramvaj z Plzně odvezl. Jeho elektrická výzbroj Škoda byla nahrazena standardní výzbrojí Progress od firmy Cegelec a jako typ T3R.PLF byl v polovině srpna 2009 definitivně dodán do Plzně, kde byl označen číslem 328.

### Sériová výroba
V roce 2011 začal mít o tento typ tramvaje zájem Dopravní podnik měst Liberce a Jablonce nad Nisou, mimo jiné proto, že ho lze spřahovat se staršími tramvajemi T3M.04 s výzbrojí Škoda (typ Škoda 02T). Tramvaje si díky licenci kompletuje dopravní podnik sám. První vůz sériové výroby (č. 66) byl dokončen v září roku 2012 a od té doby se počet tramvají T3R.SLF stále rozrůstá. V březnu 2019 jich bylo v provozu osm, další dvě se nacházely v rozestavěném stavu. Sériově vyráběné vozy se nepotýkají s žádnou větší provozní poruchou.

## Konstrukce
Stejně jako u tramvají T3R.PLF se pro stavbu vozů T3R.SLF využívá částečně nízkopodlažní (33 %) vozová skříň VarCB3LF, vyvinutá Aliancí TW Team. Na všechny vozy byla dosazena čela s designem od Františka Kardause (klasická T3), elektrická výzbroj Škoda a polopantograf.
Všechny vyrobené vozy T3R.SLF jsou oficiálně vykazovány jako modernizace starších vozů T3. Ve skutečnosti byly z těchto vyřazovaných tramvají použity pouze doklady a některé drobné součástky.[zdroj?]
Od tramvají T3R.PLF se tento typ liší pouze v elektrické výzbroji.[zdroj?]

## Dodávky tramvají
| Současný stát | Město   | Článek | Typ     | Roky dodávek | Počet vozů | Evidenční čísla při dodání                     | Poznámky | Zdroj |
| ------------- | ------- | ------ | ------- | ------------ | ---------- | ---------------------------------------------- | -------- | ----- |
| Česko         | Liberec | článek | T3R.SLF | 2012–2023    | 12         | 31, 32, 36, 38, 43, 44, 52, 61, 65, 66, 69, 82 |          | [ 2 ] |
| Česko         | Plzeň   | článek | T3R.SLF | 2008         | 1          | 114                                            | prototyp | [ 3 ] |